# Stoffreste
Stoffreste ist ein Einakter-Ballett von Günter Grass, das im Jahr 1958 von Aribert Reimann komponiert wurde und 1959 in Essen seine Uraufführung erlebte.

## Entstehungsgeschichte
Stoffreste ist das erste Ballett, welches durch den damals 23-jährigen Aribert Reimann vertont wurde. Es folgt streng dem Originallibretto von Günter Grass, welches insbesondere die Hektik und Maßlosigkeit des Wirtschaftswunders karikiert. 1959 wurde das Ballett unter der musikalischen Leitung von Wolfgang Drees und in der Inszenierung von Marcel Luipart auf den Städtischen Bühnen Essen uraufgeführt.

## Personen
- Der Stoffhändler
- Zwei junge Mädchen (Zwillinge)
- Der Polizist
- Vier Motten
- Das Scherengestell

Sowie Hausfrauen und Ehemänner.

## Handlung
Das Ballett beginnt mit einem Tanz der vier Motten, welche die Stoffe des Stoffhändlers genuss- und lustvoll verzehren. Der Stoffhänder selbst ist vielmehr mit zwei jungen Mädchen beschäftigt, die er mit seinen Stoffen zu einem erotischen Spiel verführen will. Als diese ihn zurückweisen, wird der Stoffhändler wütend und entnimmt zwei Scheren aus dem Scherengestell. Damit sticht er den beiden Mädchen in den Rücken, um sie zu töten. Die Mädchen tanzen mit den in ihren Rücken steckenden Scheren weiter. Die gesamte Szenerie wurde durch mehrere Schaulustige und den Polizisten beobachtet, welcher den Stoffhändler auf der Stelle festnimmt. Die Mädchen reißen sich die Scheren aus dem Rücken und beginnen, sich aus den Stoffen des Stoffhändlers Kleider zu schneidern. Als sie damit fertig sind, wird der Stoffhändler wieder freigelassen und die Mädchen laufen davon. Der Stoffhändler möchte sie aufhalten – er greift nach ihnen, bekommt allerdings nur die Scheren zu fassen. Diese kleben nunmehr an seinen Händen und er versucht erfolglos sie abzuschütteln. Der Stoffhändler wird immer verzweifelter, bis er sich schließlich die beiden Scheren in die eigene Brust stößt. Der Stoffhändler fällt blutend tot auf seine verbliebenen Stoffreste, an denen sich nun wieder die vier Motten zu schaffen machen.

## Instrumentation
2 Flöten (auch Piccolo), 2 Oboen, Englischhorn, 2 Klarinetten, Bassklarinette, 2 Fagotte, 3 Hörner, 2 Trompeten, 2 Posaunen, Schlagwerk, Harfe, Cembalo, 2 Klaviere (davon eins verstimmt), Kontrabass.